# Jean-Pierre Berthe
Jean-Pierre Berthe (Prada, Conflent, 1 de maig de 1926 - París, 10 d'agost de 2014) va ser un historiador nord-català. Es va distingir per les seves recerques sobre la història de l'Imperi Espanyol i en particular sobre la Nova Espanya, així com per la seva promoció dels estudis americanistes a França.

## Semblança biogràfica
Va realitzar els seus primers estudis en el Col·legi de Nens de Perpinyà el 1937, i els va continuar en el Liceu Louis-le-Grand, de París. El 1950 va ingressar a la École Nationale d'Administration, però el 1951 va obtenir l'agregació d'història, la qual cosa el va decidir a optar per l'ensenyament. Va rebre el consell i suport de Fernand Braudel, a l'Institut d'Études Politiques, on va assistir a les seves conferències sobre Amèrica Llatina. El 1953, per consell del mateix Braudel, va passar a Mèxic com a professor del Liceu Franco-Mexicà i així mateix va impartir cursos a l'Institut Francès d'Amèrica Llatina (IFAL), en aquells dies dirigit per François Chevalier. Durant diversos anys va col·laborar en l'organització de la Taula Rodona Franco-mexicana d'Història Social, en la qual van participar notables historiadors i antropòlegs d'ambdues nacionalitats.
A la seva tornada a França va treballar durant diversos anys en el Département Amériques des Affaires culturelles del Ministeri d'Afers exteriors. Posteriorment va impartir seminaris a l'École des Hautes Études en Sciences Socials (on Braudel era director) i on romandria fins a la seva jubilació el 1991.
Berthe va tenir un paper important en la promoció i continuïtat institucional dels estudis sobre Amèrica Llatina en una època en la qual no se'ls atribuïa major rellevància a França. En particular va realitzar aquesta labor a l'Institut des Hautes Études en Amérique Latine (IHEAL), del qual va ser director entre 1977 i 1981. Així mateix, entre 1968 i 1982 va establir i va dirigir la revista Cahiers des Amériques latines publicada pel IHEAL.
Va morir a París el 10 d'agost de 2014. La seva obra va tractar sobre les economies i societats de l'Amèrica hispana, en particular sobre la Nova Espanya. També va dirigir gran nombre de tesi amb aquesta temàtica, dutes a terme per alumnes francesos i llatinoamericans.

## Obres
- Estudios de historia de la Nueva España: de Sevilla a Manila, trad. Pastora Rodríguez Aviñoá, María Palomar, Guadalajara, Universidad de Guadalajara - CEMCA, 1994.
- "Juan López de Velasco (ca. 1530-1598). Cronista y cosmógrafo mayor del Consejo de Indias: su personalidad y su obra geográfica", Relaciones, vol. XIX, núm. 75, 1998.
- "Las relaciones ad limina de los obispos de la Nueva España siglos XVIy XVII", Relaciones, vol. XVIII, núm.71, 1997.
- (ed., amb Pierre Ragon), Penser l'Amérique Latine au temps de la domination espagnole. Espace, temps et société, XVIe - XVIIIe siècle. Hommages à Carmen Val Julián, París, L'Harmattan, 2011.
- (ed., amb Thomas Calvo), Administración e imperio. El peso de la monarquía hispana en sus indias (1631-1648), Zamora, Michoacán, El Colegio de Michoacán, 2011.
- "El cultivo del 'pastel' en Nueva España", en Historia mexicana, vol. 9. no. 3 (35), (ene.-mar. 1960), p. 340-367.
- (ed., amb Alain Breton y Sylvie Lecoin), Vingt études sur le Mexique et le Guatemala, réunies à la mémoire de Nicole Percheron, Toulouse, Presses Universitaires du Mirail, 1992.